# Geney
Geney ist eine französische Gemeinde mit 125 Einwohnern (Stand: 1. Januar 2022) im Département Doubs in der Region Bourgogne-Franche-Comté.

## Geographie
Geney liegt auf einer Höhe von 372 m über dem Meeresspiegel, vier Kilometer nordnordwestlich von L’Isle-sur-le-Doubs und etwa 18 Kilometer westlich der Stadt Montbéliard (Luftlinie). Das Dorf erstreckt sich in einer Mulde in der Hügellandschaft nördlich des Doubstals, am Westrand des Mont du Bois des Roches.
Die Fläche des 4,33 km² großen Gemeindegebiets umfasst einen Abschnitt der Hügellandschaft nördlich des Doubstals. Der zentrale Teil des Gebietes wird von der Mulde von Geney eingenommen, die durchschnittlich auf 370 m liegt. Sie ist teils von Acker- und Wiesland, teils von Wald bestanden. Es gibt hier kein oberirdisches Fließgewässer, weil das Niederschlagswasser im verkarsteten Untergrund der Kalkhochflächen versickert. Nach Süden leitet ein Trockental zum Einzugsgebiet des Doubs über. Begrenzt wird die Hochfläche von Geney im Westen von der Höhe von Accolans und im Osten vom bewaldeten Höhenrücken des Mont du Bois des Roches, auf dem mit 464 m die höchste Erhebung von Geney erreicht wird.
Nachbargemeinden von Geney sind Belles-Fontaines im Norden, Onans im Osten, Étrappe und Mancenans im Süden sowie Accolans im Westen.

## Geschichte
Das Gebiet um Geney wurde vermutlich im 12. Jahrhundert von Mönchen des Zisterzienserklosters Lieu-Croissant gerodet und urbar gemacht. Im Mittelalter gehörte Geney zur Herrschaft Granges, die im 14. Jahrhundert unter die Oberhoheit der Grafen von Montbéliard kam. Zusammen mit der Franche-Comté gelangte das Dorf mit dem Frieden von Nimwegen 1678 an Frankreich.

## Sehenswürdigkeiten

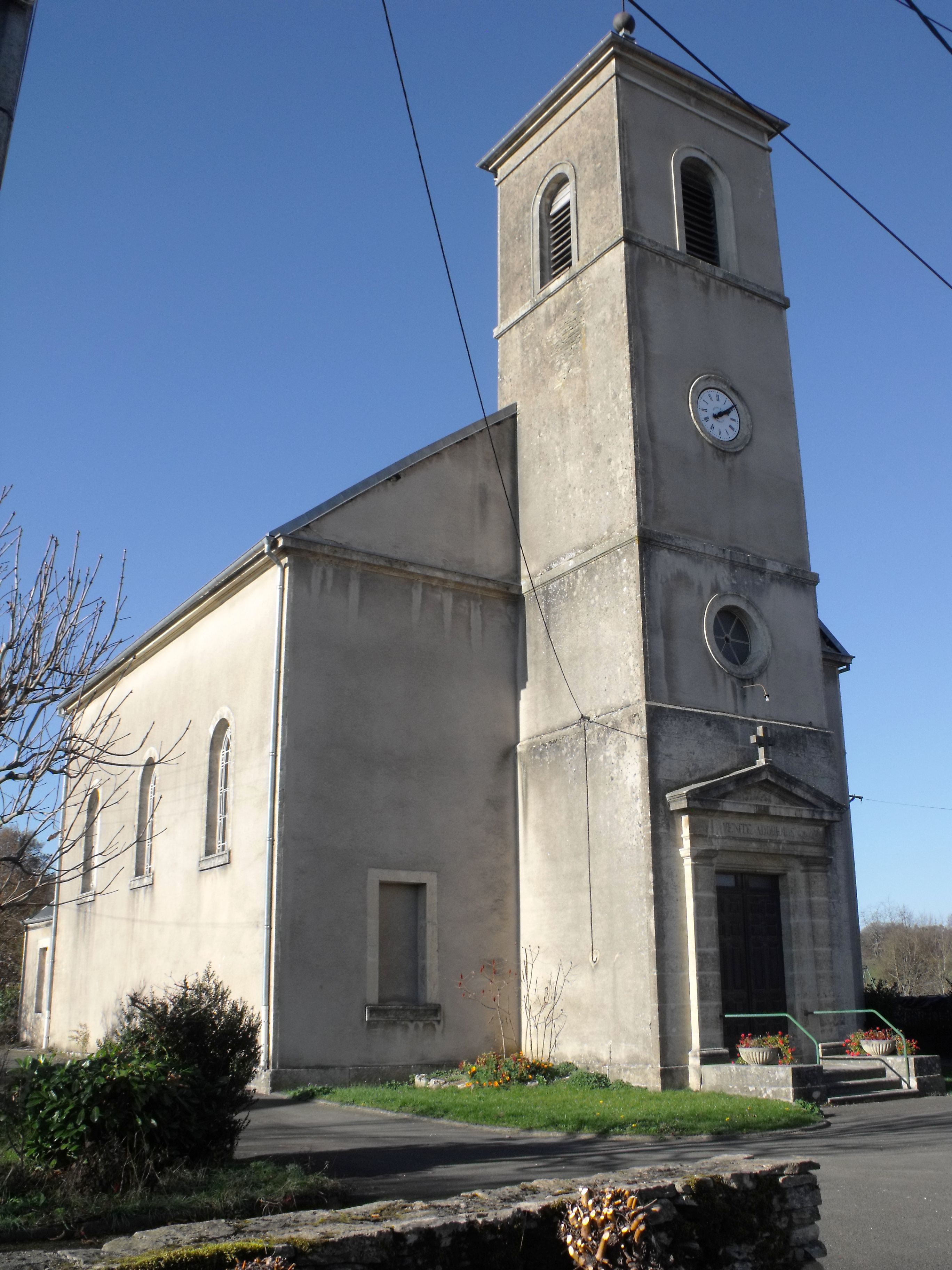
Kirche Saint-Martin

In der Dorfkirche Saint-Martin befindet sich eine hölzerne Christusstatue aus dem 17. Jahrhundert, die früher zur Ausstattung des Klosters Lieu-Croissant gehört hatte.

## Bevölkerung
| Jahr                       | 1962 | 1968 | 1975 | 1982 | 1990 | 1999 | 2016 |
| Einwohner                  | 137  | 153  | 147  | 144  | 136  | 130  | 120  |
| Quellen: Cassini und INSEE |      |      |      |      |      |      |      |

Mit 125 Einwohnern (Stand 1. Januar 2022) gehört Geney zu den kleinsten Gemeinden des Départements Doubs. Nachdem die Einwohnerzahl in der ersten Hälfte des 20. Jahrhunderts deutlich abgenommen hatte (1886 wurden noch 246 Personen gezählt), wurden seither nur noch geringe Schwankungen verzeichnet.

## Wirtschaft und Infrastruktur
Geney war bis weit ins 20. Jahrhundert hinein ein vorwiegend durch die Landwirtschaft (Ackerbau, Obstbau und Viehzucht) und die Forstwirtschaft geprägtes Dorf. Noch heute leben die Bewohner zur Hauptsache von der Tätigkeit im ersten Sektor. Außerhalb des primären Sektors gibt es nur wenige Arbeitsplätze im Dorf. Einige Erwerbstätige sind auch Wegpendler, die in den umliegenden größeren Ortschaften ihrer Arbeit nachgehen.
Die Ortschaft liegt abseits der größeren Durchgangsstraßen an einer Departementsstraße, die von L’Isle-sur-le-Doubs nach Courchaton führt. Der nächste Anschluss an die Autobahn A36 befindet sich in einer Entfernung von ungefähr 13 Kilometern. Weitere Straßenverbindungen bestehen mit Onans, Mancenans und Accolans.